# Crazy Climber
Crazy Climber («Отвязный скалолаз») — аркадный автомат, выпущенный Nihon Bussan Co. Ltd в 1980 году. Эта игра также была выпущена фирмой Atari в 1982 году для игровой приставки Atari 2600, среди других четырёх игр выпущенных специально для Atari Fan Club.

## Описание
В игре Crazy Climber игрок играет роль каскадёра, который пытается взобраться на
вершину четырёх небоскрёбов. Ему мешают различные препятствия и опасности, которые включают:
- Открывающиеся и закрывающиеся окна (самая часто встречающаяся опасность).
- Плешивые обитатели небоскреба (Mad Doctor), которые швыряются цветочными горшками, бутылками с водой и корзинами с фруктами, пытаясь сбить героя со здания (с помощью больших объектов, которые швыряют более агрессивные Mad Doctor на верхних уровнях).
- Гигантский кондор, который сбрасывает яйца и экскременты нацеленные на верхолаза (два одновременно на начальных уровнях и шесть или восемь на более поздних).
- Гигантская обезьяна (выглядящая как Кинг-Конг), чей удар может оказаться смертельным (обезьяна становится более агрессивной на поздних уровнях).
- Падающие стальные брусы и железные гантели (на поздних уровнях их число увеличивается).
- Провода под напряжением (которые разбрасывают искры).
- Падающие надписи «Crazy Climber».

Некоторые из этих опасностей встречаются на всех уровнях игры; другие появляются только на поздних уровнях. Если верхолаз попадает в любую из этих неприятностей, его место занимает другой, начиная игру на том же самом месте где упал предыдущий; при этом главная последняя опасность пропадает.
Единственный союзник верхолаза это красный «Lucky Balloon»; если его удастся схватить, в дополнение к тому что игрок получит бонус очков, верхолаза перемещает вверх на 10 этажей к безопасному окну.
Если верхолаз добирается до вершины небоскрёба и сумеет повиснуть на полозе ожидающего вертолёта, он получает бонус очков и перемещается на другой небоскрёб, на котором больше опасностей, чем на предыдущем.
Если игрок проходит все четыре небоскреба, его перемещают назад на первый и игра продолжается в усложнённом варианте.
Озвучивание игры включает Baby Elephant Walk, The Pink Panther Theme и The Entertainer. Некоторые мелодии проигрываются чтобы предвещать опасности, другие служат в качестве «победной» музыки.
Crazy Climber одна из немногих видеоигр в которых используются два джойстика и не используются кнопки.

## Продолжения
В 1988 году для аркадных автоматов было выпущено продолжение Crazy Climber 2.